# Devils Lake
Devils Lake is een plaats (city) in de Amerikaanse staat North Dakota en valt bestuurlijk gezien onder Ramsey County.

## Demografie
Bij de volkstelling in 2000 werd het aantal inwoners vastgesteld op 7222.
In 2006 is het aantal inwoners door het United States Census Bureau geschat op 6718, een daling van 504 (-7.0%).

## Geografie
Volgens het United States Census Bureau beslaat de plaats een oppervlakte van
16,3 km², waarvan 16,3 km² land. Devils Lake ligt op ongeveer 452 m boven zeeniveau.

## Plaatsen in de nabije omgeving
De onderstaande figuur toont nabijgelegen plaatsen in een straal van 32 km rond Devils Lake.